# ؟ (لوست)
"؟"، وعادةً ما تُنطق "كويستشن مارك" (Question Mark) أي "علامة استفهام". وهي الحلقة 46 من مسلسل لوست، والحلقة 21 من الموسم الثاني. أخرج الحلقة ديران سرافيان، وكتبها دامون ليندلوف وكارلتون كيس. عُرضت لأول مرة في 10 مايو 2006 على شبكة ABC. وتتناول الفلاشباك في الحلقة قصة مستر إيكو.

## القصة

### الفلاشباك
يظهر إيكو كقس في أستراليا، حيث يتلقى جواز سفر مزورًا من أحد معارفه قبل أن يُكلَّف بالتحقيق في معجزة مزعومة تتعلق بفتاة صغيرة تُدعى شارلوت، يُقال إنها غرقت ثم عادت للحياة أثناء تشريح جثتها. في البداية، يبدو أن المعجزة حقيقية. لاحقًا، يزور إيكو والد الفتاة، ريتشارد مالكين، وهو نفسه الوسيط الروحي الذي زارته كلير في حلقة "رعاه شخص آخر". يزعم مالكين أن ابنته نجت بشكل طبيعي (ربما بسبب "منعكس الغوص لدى الثدييات"، الذي يكون أكثر وضوحًا لدى الأطفال)، ويؤكد أن شارلوت ووالدتها تدّعيان حدوث معجزة بدافع كراهيتهما له، لأنه دجال يدّعي امتلاك قدرات روحية. في النهاية، يقرر إيكو أن المعجزة لم تحدث.
في الفلاشباك الأخير، وقبل أن يستقل إيكو الرحلة 815، تقترب منه شارلوت في المطار وتخبره أنها رأت شقيقه ييمي أثناء وجودها "بين العالمين"، وأنه فخور به. يغضب إيكو ويبدأ بالصراخ عليها، لكن يتم مقاطعته بواسطة ليبي التي تسأله إن كان كل شيء على ما يرام. قبل أن تغادر، تخبره شارلوت أنه سيرى ييمي مجددًا.

### على الجزيرة
في حلم، يرى مستر إيكو نفسه وهو يقطع الخشب على الشاطئ بفأسه. يظهر له كل من آنا لوسيا وشقيقه ييمي، اللذان يخبرانه بأنه يجب عليه مساعدة جون لوك، لأنه "ضل طريقه"، وعليه أن يأخذه إلى "علامة الاستفهام".
يخرج مايكل (الذي كان قد أطلق سراح هنري للتو بعد إطلاق النار على آنا لوسيا وليبي وذراعه الخاصة) من المخبأ وهو يتعثر، مدعيًا أنه أُصيب في ذراعه من قبل شخص مجهول (مع علمه أنهم سيعتقدون أنه هنري). يكتشف سوير وكيت وجاك الضحايا الذين أُطلق عليهم النار — آنا لوسيا ميتة، وليبي على وشك الموت. عندما يدرك مايكل أن ليبي لا تزال على قيد الحياة، يشعر بالخوف من أنها قد تكشف الحقيقة عما حدث بالفعل؛ يطلب جاك من سوير الهيروين "لتخفيف آلام ليبي". كما يطلب من كيت مرافقته، مما يمنحه خيار الكشف عن مكان الأسلحة أو السماح لليبي بالموت بألم. يوافق سوير على مضض، ويتضح أن الأسلحة مخبأة في حجرة سرية داخل خيمته.
يعرض إيكو تعقب هنري غيل بمساعدة لوك، ولكن بعد مغادرتهم يكشف أن هدفه الحقيقي هو إجبار لوك على أخذه إلى علامة الاستفهام، حيث يكتشفون الطائرة المحترقة التي تحتوي على ييمي. يتخيَّمان في الموقع، ويحلم لوك بأن ييمي يقف على قمة المنحدر القريب. بعد أن يستيقظ، يتسلق إيكو المنحدر ومن القمة ينظر لأسفل ليرى علامة استفهام عملاقة محفورة في العشب بجوار الطائرة. ينزل مرة أخرى، وبمساعدة لوك يدفع الطائرة جانبًا ليجد ملجأ مخفي تحتها.
داخل الملجأ، توجد كراسي وشاشات تلفزيون وأنابيب هوائية. يضع لوك خريطته في أحد الأنابيب فيتم نقلها بعيدًا. كما يجد لوك جهاز كمبيوتر آخر به أمر يظهر على الشاشة: ">: PRINT LOG? Y/N". يقوم لوك بإدخال حرف Y، فتبدأ طابعة نقطية قريبة في طباعة ما يبدو أنه قائمة طويلة من الطوابع الزمنية. كما يجد إيكو فيلمًا توجيهيًا آخر لمبادرة دارما من عام 1980، يرويه الدكتور مارفن كاندل، الذي يُعرف الآن باسم "مارك ويكموند"، حيث يُكشف أن الملجأ الذي هم فيه هو "المحطة 5: اللؤلؤة"، وقد صُممت لمراقبة المحطات الأخرى وتسجيل كيفية تفاعل الأشخاص مع الأشياء ذات الأهمية الكبيرة. ويكشف ويكموند أن الأشخاص في الفتحات الأخرى يخضعون لتجربة نفسية، وأن الأنابيب الهوائية تُستخدم لإرسال المعلومات مرة أخرى إلى مبادرة دارما. يشعر لوك أنه قد تم خداعه، ولا يعتقد أن الزر له أي فائدة. ومع ذلك، يعتقد مستر إيكو أن الضغط على الزر أمر بالغ الأهمية، وسيستمر في فعل ذلك إذا توقف لوك.
في محطة "البجعة"، يطلب هيرلي التحدث إلى ليبي، ويعتذر لها بدمعٍ في عينيه لأنه نسي البطانيات. وفي أنفاسها الأخيرة، تقول: "مايكل!"، مع نظرة رعب في عينيها. يخطئ جاك في تفسير رعبها على أنه خوف على سلامة مايكل، فيطمئنها بأن مايكل بخير. يبدأ هيرلي في البكاء، وكذلك كيت، بينما يعانق سوير كيت وهي تبكي بين ذراعيه. يُرى لوك والسيد إيكو في طريقهما للعودة إلى محطة "البجعة"، بينما يبدأ المؤقت في إصدار صوت، مما يعني ضرورة إدخال الأرقام في الكمبيوتر؛ تنتهي الحلقة مع مايكل في مخزن الأسلحة، ينظر بجدية نحو المدخل، بينما تبدأ خطته في التكشف.

## الإنتاج
تمثل هذه الحلقة وفاة الشخصية الرئيسية ليبي، التي كان يُعتقد في البداية أنها ماتت في الحلقة السابقة. كانت ليبي رابع شخصية رئيسية تموت في المسلسل حتى الآن (الأخرى هي بون كارلايل التي لعبها إيان سومرهالدر، وشانون روثرفورد التي لعبتها ماغي غريس، وآنا لوسيا كورتيز التي لعبتها ميشيل رودريغيز). ظلت سينثيا واتروس معتمدة كشخصية رئيسية حتى نهاية الموسم.
كان من المقرر أن يُخرج الحلقة دارين أرونوفسكي، لكنه اعتذر بعد أن حملت شريكته ريتشل وايز، وتم استبداله بديران سارافيان. وصف الكاتبان دامون ليندلوف وكارلتون كيس الحلقة بأنها "فرصة رائعة لنا أخيرًا لجمع لوك ومستر إيكو معًا، في نوع من المعركة الفلسفية بين الإيمان والإرادة التي كنا نلمح لها طوال الموسم."

## الاستقبال
شاهد الحلقة مباشرة 16.35 مليون مشاهد أمريكي.